# Амори де Северак

Герб рода де Северак.

Амори (Эмери, Амальрик), барон де Северак, сеньор де Бокер и де Шод-Зэг (фр. Amaury de Sévérac; 1365—1427) — маршал Франции при короле Карле VII, один из военачальников французской армии во время Столетней войны.

## Краткая биография
Сын Деодата де Келюс-Северак, и Жанны де Нарбонн. Получил баронство де Северак после того, как его старший кузен — Ги VI, умер бездетным.
После смерти отца, его опекуном стал дядя — архидьякон Альби, который готовил его к духовной карьере, но Северак выбрал для себя военное поприще.
Участвовал в походе против Фландрии под руководством графа д’Арманьяка.
В 1393 г. женился на дочери Гиймона де Солажа, но этот брак остался бездетным.
В 1416 г. основал в Сен-Кристофе капитул из 12 каноников и приорства Северакское и Бенедиктинское, просуществовавшие вплоть до Великой Французской революции.
Начал разработку железорудных месторождений в Эспейраке, покровительствовал проведению ярмарок в Лессаке и Севераке.
В 1417 г. уступил Жанне д’Овернь, вдове Ги VIII в пожизненное пользование доходы, приносимые баронией де Северак.
В 1426 г. составил завещание, в котором назначал наследниками Жана, виконта де Ломаня, сына Иоанна IV, графа д’Арманьяка и Бланку Бретонскую.
В следующем году, Жан де Ломань, желая завладеть наследством, отдал приказ задушить его. Убийство произошло в замке Гаж.

## Участие в военных действиях
После смерти отца, его опекуном стал дядя — архидьякон Альби, который готовил его к духовной карьере, но Северак выбрал для себя военное поприще.
После возвращения, под его руководство были впервые отданы войска, с которыми он осадил замок Ла Гард, и изгнал оттуда англичан.
В 1389 г. сопровождал графа Бернара VII д’Арманьяка в Арагон, куда король Иоанн призвал их, надеясь с помощью французов избавиться от наемных отрядов, грабивших страну, и отнять Руссильон. Экспедиция закончилась неудачно, причём в битве при Навате Северак попадает в плен.
Будучи в плену, решил посетить Святые места, что и сделал, когда получил свободу после уплаты выкупа.
В 1391 г. после возвращения во Францию, сопровождает Иоанна III д’Арманьяка в его экспедиции, призванной оказать помощь Карлу Галеаццо Висконти, племяннику и соправителю своего дяди Джан Галеаццо, которого последний в результате ссоры лишил его земель. Дополнительно герцоги Бургундский и Беррийский, в то время руководившие королевским советом, увидели в этой экспедиции возможность избавиться от наемных отрядов, разорявших в то время французский юг — и на экспедицию дополнительно было выделено 200 тыс. франков. Армия из 15 тыс. наемников, которых Бернар д’Арманьяк привел из Руссильона начала движение из Дофине, во главе её Иоанн III перешёл Альпы и с боями пересек Пьемонт, подчинил себе ломбардские города и немногим не дойдя до Милана, в июле того же года погиб в сражении при Кастелаццо. Северак принял на себя командование армией, вследствие гибели своего командира, практически разложившейся, и сумев восстановить дисциплину, повел её назад во Францию. Проходы через Альпы были блокированы, однако, смело вступив в бой, Северак сумел захватить в плен главнокомандующего вражескими силами — графа Валентинуа, епископа Валенсии и принца Оранжского, и кроме большого выкупа за них, принудить врагов освободить перевал.
Эта экспедиция законно принесла ему славу одного из лучших военачальников Франции.
В 1398 г. задумывает новый поход в Ломбардию, причём его должен был сопровождать граф Бернар д’Арманьяк, но Карл VI своим приказом запретил ему это, что заставляет историков считать, что король сомневался в его верности. Так же отказом завершился в тот же год проект Северака вместе с Раймоном-Луи де Бофортом начать войну против Людовика д’Анжу.
Впрочем, королевская опала была недолгой, и уже в следующие годы Северак выполняет поручения короны в Руэрге и Лангедоке.
В 1410 г. герцог Берри делает его сенешалем Руэрга и Керси. В 1415 г. специальный указ ещё раз подтверждает его полномочия.
После убийства Людовика Орлеанского, примкнул к партии арманьяков, причём Бернар VII отправляясь на войну вручил ему управление над всеми своими землями и передал опекунство над детьми.
В 1415 г. после поражения при Азенкуре, Бернар д’Арманьяк становится коннетаблем Франции и немедленно вызывает ко двору Амори де Северака. Приняв командование французской армией, Северак сумел разбить англичан в Нормандии.
Когда Иоанн Бесстрашный осадил Париж, Северак, беспрестанно изнуряя его армию в мелких стычках, наконец заманил в засаду и уничтожил немалое количество его людей.
После того, как предатель Перрине Леклерк помог бургиньонам войти в Париж, и коннетабль д’Арманьяк погиб 12 июля, Северак вместе с небольшим количеством людей отступил в Гиень, где помог сыну д’Арманьяка выбраться из Нима, где его уже взяли в кольцо бургиньоны, и доставить его к матери.
Следующие годы Северак проводит в своих владениях, однако, новый король, Карл VII вновь призывает его ко двору и в 1422 г. производит в маршалы Франции — честь, которую тот принимает не без колебаний, в первый раз от неё отказавшись.
Вновь возглавив французские войска, Северак с 800 пехотинцев и 400 лучниками благополучно преграждает англичанам переправу через Луару в Лоне, однако, проигрывает битву при Краване — причём, если верить «Хронике Девы» проявляет трусость, и бежит с поля боя, тем самым обрекая свою армию на уничтожение.
Впрочем, и после этого поражения, Северак отнюдь не лишается королевских милостей, в 1426 г. Карл делает его своим наместником в Маконе, Лионе и Шаролле.
В том же году, неосторожно ввязавшись в ссору двух братьев — сыновей графа д’Арманьяка принимает сторону младшего, пытаясь заставить Иоанна IV отказаться от наследства в пользу брата. Поссорившись из-за этого с Югом д’Арпажоном, он объявляет последнему войну и примиряется с ним только в присутствии короля.
Вероятно, пытаясь загладить обиду, нанесенную Иоанну IV, Северак 7 мая 1426 г. переписывает завещание, делая наследником сына Иоанна, виконта де Ломаня, чем и предопределяет свою судьбу.
После смерти Амори де Северака его род пресекся, и наследство окончательно перешло к роду д’Арманьяков.